# Bombardementen op Merelbeke-Station
Tijdens de Tweede Wereldoorlog werd de Merelbeekse stationsbuurt, in de zuidrand van Gent, in totaal drie keer gebombardeerd door de geallieerden. In totaal vielen 557 doden.

## Vormingsstation
Het station van Merelbeke was tijdens de Tweede Wereldoorlog een van de belangrijkste vormingsstations van België. Dat betekende dat hier Duitse goederentreinen werden ontkoppeld en herschikt om vervolgens hun reis richting noordwest Frankrijk verder te zetten. De geallieerden probeerden meermaals de spoorweginfrastructuur te vernietigen, zeker in het licht van de naderende landing in Normandië. In totaal vonden drie bombardementen plaats, waarbij 557 burgers om het leven kwamen en de spoorweginfrastructuur slechts gedeeltelijk geraakt werd.

## 5 september 1943
Omstreeks 9u verschenen tientallen Amerikaanse B-26 Marauder bommenwerpers van de 322e en de 323e Bomb Group boven Gent. Hun doelwit: Merelbeke-Station. De eerste groep bommenwerpers kon hun doel vrij goed identificeren en bombarderen. Door de ontstane stofwolken kon de volgende groep bommenwerpers het doelwit echter niet meer exact traceren. Bommen werden dan ook gelost boven de omliggende woonwijken, in een lijn vanaf de Gentse Keizerpoort over Moscou tot de omgeving van Merelbeke-Station in Flora. Er vielen in totaal 111 doden, onder wie een groot aantal kerkgangers die net uit de zondagsmis van de Sint-Antoniuskapel in Gentbrugge waren vertrokken. De materiële schade was enorm, terwijl het spoor weinig schade opliep.

## 10 april 1944
In het voorjaar van 1944 begonnen de geallieerde luchtmachten met het uitvoeren van bombardementen in het kader van het ‘Transportation Plan’. De bedoeling was om in een brede boog door Noord-Frankrijk en België alle belangrijke spoorweginfrastructuur te vernielen om de bewegingsvrijheid en de aanvoer van Duitse troepen en munitie naar de toekomstige landingsstranden in Normandië te beletten. De voornaamste Vlaamse doelwitten in het kader van dit plan waren Kortrijk, Merelbeke, Mechelen, Hasselt en Leuven. Opmerkelijk is dat het grootste Belgische vormingsstation, Schaarbeek, niet gebombardeerd werd.
In de late avond van 10 april 1944 vertrokken 118 bommenwerpers uit de 6th Group van de RAF, voornamelijk bemand door Canadezen, naar Merelbeke. Tussen 22u45 en 23u05 werden 1662 bommen, in totaal 613,4 ton explosieven, gedropt in Merelbeke, Gentbrugge en Melle. Ook Zwijnaarde deelde deze keer in de klappen. Er vielen 428 doden en 286 zwaargewonden, het op één na dodelijkste bombardement uit de Belgische geschiedenis. Slechts 154 bommen troffen het station, de rest kregen de omliggende woonwijken te verwerken.
Hele gezinnen die ’s avonds in bed lagen werden samen gedood. Vele anderen waren naar de schuilkelders gevlucht, maar dreigden nu te verdrinken. Het getroffen gebied stond namelijk bekend voor de bloementeelt. Serres en watertorens stonden dicht tegen de huizen aangebouwd, en waren ook bezweken als gevolg van het bombardement. Veel gewonden en anderen, niet meer in staat om hun schuilplaats te verlaten, verdronken in hun snel onder water lopende schuilkelders.
584 woningen werden vernield, 1009 zwaar en 3074 lichter beschadigd. Ook zeven scholen, twee kloosters en een weeshuis werden getroffen. De hele Merelbeekse stationsbuurt was van de kaart geveegd.
Het doelwit werd getroffen maar de schade was te klein om het treinverkeer voor lange tijd lam te leggen. Russische krijgsgevangenen werden als dwangarbeiders ingezet om de schade te herstellen.

## 10 mei 1944
Omdat eerdere aanvallen niet het beoogde doel troffen, volgde in de nacht van 10 op 11 mei 1944 een nieuwe raid met opnieuw tientallen bommenwerpers: 116 toestellen dropten in totaal ongeveer 425 ton aan explosieven in de buurt van Merelbeke-Station. Net als bij de vorige aanvallen werd het station zelf grotendeels gemist: de bommen landden voornamelijk in de omliggende woonwijken. Veel mensen waren inmiddels gelukkig tijdelijk elders gaan slapen omdat hun huis beschadigd was of uit angst voor nieuwe aanvallen. Er vielen alsnog 48 doden.

## Erkenning
In 2004 vroeg Merelbeke, in navolging van Mortsel, erkenning voor het leed van haar inwoners tijdens de Tweede Wereldoorlog. In juli 2004 ontving de burgemeester deze erkenning tijdens een plechtigheid op het Koninklijk Paleis. 